# Daube glacé
Le daube glacé (parfois orthographié en anglais daube glacee) est un ragoût gélifié à base de fond de bœuf et de veau assaisonné et moulé en forme. C'est un plat traditionnel de La Nouvelle-Orléans.

## Origine
Le daube glacé s'inspire de la daube, le ragoût de bœuf français. Il est servi froid comme hors-d'œuvre sur des crackers ou avec des croûtons à l'ail. Il peut également être servi sur du pain français avec de la mayonnaise comme une sorte de po' boy. C'est un plat traditionnel de La Nouvelle-Orléans, qui figure sur l'Arche du goût.
Ce mets est vendu à l'épicerie américaine Langenstein's.